# خیرآباد (الیگودرز)
خیرآباد، روستایی از توابع بخش بربرود غربی شهرستان الیگودرز در استان لرستان ایران است.
این روستا در سال ۱۳۰۸ بعد از دستور اسکان عشایر از سوی حکومت مرکزی توسط یکی از بزرگان و مالکان روستا بنام کدخدا خیرگرد جلیلوند بساک بر روی بقایای روستایی قدیمی بنام پیردزگاه علیا بنا نهاده شد و از آن پس با نام خیرآباد نامگذاری گردید .اهالی این روستا از قوم لر بختیاری شاخه چهارلنگ طایفه بساک می باشند و با لهجه لری بختیاری تکلم می‌کنند تمام اهالی پیرو دین اسلام و مذهب شیعه دوازده امامی هستند .شغل‌شان کشاورزی و دامداری است .محصولاتشان گندم و جو ولوبیا .سیب زمینی است.

## جمعیت
این روستا در دهستان بربرود غربی قرار دارد و براساس سرشماری مرکز آمار ایران در سال ۱۳۸۵، جمعیت آن ۳۳۱ نفر (۴۶خانوار) بوده‌است.